# Dali Mraz
Dalibor Mraz (* 20. března 1992 Ostrava), Dalibor Mráz je vizionář, producent a tvůrce. Aktivně se věnuje inovacím, rozvoji umělé inteligence a technologiím v oblasti LLM, jako je Retrieval-Augmented Generation (RAG), multimodální modely a autonomní agentní systémy. V oblasti edukace se zaměřuje na propojení kreativních oborů s technologiemi, podporu mladých talentů a rozvoj kritického myšlení v digitálním věku. Patří mezi světovou bubenickou elitu a je firemním hráčem předních světových značek, jako jsou DW Drums a Zildjian. nebo VicFirth, které rovněž vyrábějí paličky s jeho jménem
Jeho manželka je známá bubenice Veronika Mrázová. Jeho sestra je známá zpěvačka a skladatelka Elis Mraz, vlastním jménem Eliška Mrázová, otec je filmový a televizní režisér a producent Vladimír Mráz a matka filmová animátorka Elen Mrázová.

## Umělá inteligence
V roce 2024 se stal součástí instituce Černá kostka, kde vede projekt ČERNÁ.AI, zaměřený na podporu inovací, vzdělávání a rozvoj umělé inteligence v Moravskoslezském kraji.
Od roku 2024 vede také ve společnosti Webvalley výzkum a vývoj rešeršního modelu založeného na umělé inteligenci pro farmaceutickou společnost Oxygen Biotech, který má zefektivnit práci s vědeckými studiemi a odbornými daty.
V roce 2025 organizuje Dalibor Mráz pod platformou CERNA.AI největší konferenci o umělé inteligenci v Moravskoslezském kraji s názvem ‘’‘AI: Bitva o digitální éru’’’. Konference se uskuteční 21. května 2025 v koncertním sále City Campusu Ostravské univerzity v Ostravě.
Program se zaměří na dopady umělé inteligence na veřejnou správu, průmysl, design, vzdělávání a geopolitiku.
Mezi potvrzené řečníky patří Josef Holý, Kateřina Lesch, Miloš Čermák, Jan Romportl, Lukáš Benzl, Vít Rýznar a David Mařák.
Součástí programu budou přednášky, případové studie a interaktivní hlasování o prioritách rozvoje umělé inteligence v regionu. Konference je součástí aktivit platformy CERNA.AI zaměřených na podporu vzdělávání, inovací a rozvoje AI v Moravskoslezském kraji.
Od roku 2023 spolupracuje s Českou asociací umělé inteligence na rozvoji aktivit v oblasti vzdělávání, inovací a popularizace umělé inteligence v České republice.

## Hudební a filmařská kariéra
Ve 1. třídě základní školy začal hrát na bicí – nejprve na ZUŠ J. Valčíka v Ostravě a pak na Lidové škole umění E. Marhuly v Ostravě. Jako žák (pod vedením Jakuba Kupčíka) vyhrál třikrát mistrovství republiky ve hře na bicí sadu.
V 10 letech začal komponovat hudbu pro studentské filmy. V roce 2005, ve 13 letech, natočil svůj první dětský snímek s názvem Záhada a o rok později krátký dětský hraný film s názvem Lednice.
V roce 2007 se stal součástí filmového QQ klubu, kde spolupracoval se svou sestrou Elis a Jiřím Otipkou. V této době také začala jeho spolupráce s Ostravskou a Slezskou univerzitou, pro které pravidelně komponoval hudbu do studentských filmů.
V roce 2007 nastoupil na Janáčkovu konzervatoř v Ostravě, kde v roce 2012 úspěšně absolvoval. V roce 2008 absolvoval kurzy u bubeníků jako Thomas Lang, Benny Greb, Stephan Emig nebo Oli Rubow.
Jako šestnáctiletý složil hudbu pro celovečerní dokumentární film Kolik příběhů má den, odvysílaný v České televizi v roce 2008.
V roce 2009 natočil spolu s Danielem Burou a Šimonem Bílým své první DVD Czech Virtual Drum Festival pro distribuci v České a Slovenské republice. Thomas Lang ve své recenzi „Skvělá práce, gratuluji ke krásnému produktu. Vidím tu hodně tvrdé dřiny, obětavosti a nadšení k bicím. Skvělé!“
Na první velké bubenické akci vystoupil v roce 2011, bylo to na bubenickém festivale, kde si zahrál po boku jmen jako Klaudius Kryšpín nebo Zacky. Zde si ho všiml František Hoenig a nabídl mu firemní hráčství u firmy SONOR. V roce 2012 navázal bubenickou spolupráci s bubeníkem Mikem Terranou a natočili spolu bubenické duety pro Vic Firth.
V roce 2013 natočil Dalibor Mráz spolu s firmou SONOR své druhé DVD Dalibor Mráz.
V letech 2013–2015 složil hudbu k televizním pořadům České televize Draci v hrnci a Ty Brďo! nebo k animovanému seriálu Staré pověsti české či Bílý Tesák.
Od roku 2016 začal s bubeníkem Václavem Zimou (Blue Effect) pořádat bubenické campy, na kterých spolu s ním účinkovali světoví velikáni hry na bicí nástroje jako Todd Sucherman, Gergo Borlai, Chris Coleman nebo Benny Greb.
V roce 2016 složil také hudbu pro celovečerní film Ostravak Ostravski.
V roce 2018 dostal pozvání od Jareda Falka do Kanadské platformy DRUMEO, na níž živě vystoupil a pokřtil své nové album LEVEL 25, které vydal v roce 2019 u světového labelu KOBALT. Na albu koncipovaném jako hudební audiokniha se podílelo přes 20 světových instrumentalistů z 11 zemí: mimo jiné Scott Kinsey, Anton Davidyants, Federico Malaman, Junior Braguinha. Album získalo v USA v březnu roku 2020 ocenění The Academia Music Awards za nejlepší Ambientní/Instrumentální album. Kladnou recenzi vydal i polský bubenický magazín Perkusista.
V roce 2019 vydal rovněž soundtrack pro dokument Aeropress movie.
Napsal hudbu pro Shakespearovské slavnosti, Pustit Žilou, Moove, Dokumentární cyklus Ostravského planetária, Dívky ze Sorok a mnoho dalších.
Založil mezinárodní hudební těleso s názvem Dali Mraz Group.
Účinkoval v USA, Kanadě, Francii, Německu, Polsku, Španělsku, Itálii, Srbsku, Chorvatsku, Rumunsku, Maďarsku a Slovensku. Hráli s ním například Fernando Saunders, Marius Pop, Federico Malaman, Martin Gudics, Mike Gotthard, Gabor Gyongyosi, Lawrence Lina, Mato Ivan, Gergo Borlai, Mike Terrana, Karel Holas, Jiří Zabystrzan a řada dalších.
Studiově spolupracoval s celou řadou umělců, jako jsou Suzane Vega, Alex Argento, Luca Mantovanelli, Scott Kinsey, Anton Davidyants, Valeriy Stepanov, Romain Labaye, Martin Miller, Gergely Kolta, Veronika Stalder, Junior Braguinha a řadou dalších.
V roce 2022 dokončil vysokoškolské vzdělání na Vysoké škole podnikání a práva.
V roce 2022 začal vyučovat na Prague Film Institute.
V roce 2022 dokončil kompletní zvuk pro celovečerní pohádku Princezna zakletá v čase 2.
V roce 2025 dokončil jako zvukový supervizor celovečerní film Zlatovláska režiséra Jana Těšitele.
Ve stejném roce složil hudbu k celovečernímu filmu Jak se nám to mohlo stát režiséra Petra Zahrádky.

## Pedagogická činnost
Je uznávaným pedagogem hry na bicí, skladby a zvuku. Pořádá bubenické workshopy a v roce 2020 vyvinul vlastní bubenickou platformu s výukovým systémem pro bubeníky – Drum Trainer.